# 솔리헐 무어스 FC
솔리헐 무어스 풋볼 클럽(Solihull Moors Football Club)은 잉글랜드 솔리헐을 연고지로 하는 축구 구단이다. 2007년 무어 그린 FC와 솔리헐 보로 FC가 합병되면서 창단되었고, 창단 이후 9시즌 동안 내셔널리그 노스에 소속되어 있다가 2015–16 시즌 우승하여 현재 내셔널리그 (디비전)에 소속되어 있다.

## 선수 명단

### 현역
참고: FIFA 자격 규정에 따라 소속된 국가대표팀 국기를 표시합니다. 선수는 복수의 FIFA 비회원국 국적을 가지고 있을 수 있습니다.
| 번호 | 포지션 | 국적 | 이름 |
| ---- | ------ | ---- | ---- |

| 번호 | 포지션 | 국적 | 이름 |
| ---- | ------ | ---- | ---- |